# Dymasius vitreus
Dymasius vitreus es una especie de escarabajo del género Dymasius, familia Cerambycidae. Fue descrita científicamente por Pascoe en 1885.
Habita en Indonesia (isla de Borneo) y Laos. Los machos y las hembras miden aproximadamente 9-15 mm. El período de vuelo de esta especie ocurre en el mes de abril.